# Andrew Hayden-Smith
Andrew Hayden-Smith (ur. 5 listopada 1983 w Gateshead w Tyne and Wear w Anglii jako Andrew John Smith) – angielski aktor i prezenter telewizyjny, znany ze swojej współpracy ze stacją CBBC.
Dorastał w Chester-le-Street w Durham i uczęszczał do Pelton Roseberry School. Pierwszy występ przed kamerą zaliczył w 1995 w serialu telewizyjnym Adele Rose Byker Grove. Rola Bena Cartera, w którą wcielał się w serialu, nie zeszła z ekranu aż do 2003 roku. W 2002 roku został jednym z głównych prezenterów stacji CBBC, adresowanej do dzieci w wieku od sześciu do dwunastu lat. Posadę w CBBC utrzymał przez cztery lata. W 2006 roku wystąpił w roli homoseksualisty Jake'a Simmondsa w serialu BBC Doktor Who.
Hayden-Smith jest zdeklarowanym gejem. W lutym 2005 roku wyznał brytyjskiemu magazynowi Attitude, że od ponad roku jest w związku z innym mężczyzną. W maju kolejnego roku wyznał temu samemu czasopismu: "Miałem chyba z pięć lat, gdy zorientowałem się, że jestem gejem".